# Jared Padalecki
Jared Tristan Padalecki (ur. 19 lipca 1982 w San Antonio) – amerykański aktor filmowy i telewizyjny,  najlepiej znany z roli Sama Winchestera w serialu fantasy Nie z tego świata (Supernatural), choć początkowo zdobył uznanie jako Dean Forester z serialu Kochane kłopoty.

## Życiorys

### Wczesne lata
Urodził się w San Antonio w Teksasie w rodzinie agnostyków jako jedno z trojga dzieci Sharon L. Kammer „Sherri” Padaleckiej, nauczycielki języka angielskiego w szkole średniej, i Geralda R. „Jerry’ego” Padaleckiego, księgowego i nadzorcy podatkowego. Jego ojciec miał polskie pochodzenie, a matka była pochodzenia angielskiego, niemieckiego, szkockiego i francuskiego. Wychowywał się ze starszym bratem Jeffem i młodszą siostrą Megan. Jego dziadek ze strony ojca, Willie Alexander Padalecki (syn Alberta Padaleckiego – ur. w Dziekanowicach – i Anny Rakowitz), był Polakiem.
W wieku dwunastu lat zaczynał brać prywatne lekcje aktorstwa. W 1999 zwyciężył w programie Fox Broadcasting Company „Pretendować do Turnieju Sławy”, zdobywając nagrodę Teen Choice. W 2000 ukończył James Madison High School w San Antonio i w 2000 został wybrany na kandydata Szkolnego Programu Reprezentacyjnego.

### Kariera
Przeprowadził się do Los Angeles i zapoczątkował karierę aktorską, planując studia na University of Texas w Austin. Jego agentem został menedżer Freddiego Prinze’a Jr. Debiutował na ekranie jako Matt Nelson w familijnym komediodramacie sportowym Ja i tata (A Little Inside, 1999) z Jayem Harringtonem, Benjaminem Kingiem, Frankie Faisonem i Kathy Baker.
Szybko zdobył uznanie telewidzów jako Dean Forester w serialu NBC Kochane kłopoty (Gilmore Girls, 2000–2005). Przemknął również gościnnie w serialach: Ostry dyżur (ER, 2001) i Tajemnice Smallville (2005) jako student.
W horrorze Dom woskowych ciał (House of Wax, 2005) jego ekranowymi partnerami byli: Elisha Cuthbert, Chad Michael Murray i Paris Hilton. Przyciągnął telewidzów rolą Sama Winchestera w serialu fantasy Nie z tego świata (Supernatural, od 2005).
W 2008 Marcus Nispel powierzył mu główną rolę w swoim filmie – horrorze Piątek, trzynastego (Friday the 13th, 2009).

## Życie prywatne
Od maja 2003 do kwietnia 2008 spotykał się z Sandrą McCoy. W styczniu 2009 na planie serialu Nie z tego świata poznał Genevieve Cortese. Zaręczyli się w grudniu 2009, a 27 lutego 2010 wzięli ślub. 19 marca 2012 urodził się ich pierwszy syn o imieniu Thomas Colton Padalecki, a 22 grudnia 2013 na świat przyszedł drugi syn – Austin Shepherd Padalecki. 17 marca 2017 parze narodziła się córka imieniem Odette Elliott Padalecki.

## Filmografia

### Filmy kinowe
- 1999: Ja i tata (A Little Inside) jako Matt Nelson
- 2003: Fałszywa dwunastka (Cheaper by the Dozen) jako Bully
- 2004: Nowy Jork, nowa miłość (New York Minute) jako Trey
- 2004: Lot Feniksa (Flight of the Phoenix) jako Davis
- 2005: Kłamstwo (Cry Wolf) jako Tom
- 2005: Dom woskowych ciał (House of Wax) jako Wade
- 2005: Knights of Impossingworth Park jako Rhyme
- 2007: Dom strachu (House of Fears) jako J.P.
- 2009: Święta Thomasa Kinkade'a jako Tom
- 2009: Piątek, trzynastego (Friday the 13th) jako Clay Miller

### Filmy telewizyjne
- 2000: Cichy świadek (Silent Witness) jako Sam
- 2001: Close to Home
- 2002: Światło wieczne (A Ring of Endless Light) jako Zachery Gray
- 2003: Młody MacGyver (Young MacGyver) jako Clay MacGyver

### Seriale telewizyjne
- 2000–2005: Kochane kłopoty (Gilmore Girls) jako Dean Forester
- 2001: Ostry dyżur (ER) jako Paul Harris
- 2005: Tajemnice Smallville jako student #3
- 2005–2020: Nie z tego świata (Supernatural) jako Sam Winchester
- 2021–2024: Walker jako Cordell Walker